# René Cuperus
René Cuperus (Haarlem, 7 februari 1960) is een Nederlandse columnist en specialist internationale politiek. 
Cuperus is verbonden aan Internationaal Instituut Clingendael en strategisch adviseur van het programma 'Democratie in Actie' van de VNG en het Ministerie van Binnenlandse Zaken. Tevens is hij gastonderzoeker bij het Duitsland Instituut Amsterdam. Sinds december 2019 is hij lid van de Commissie Europese Integratie van de "Adviesraad Internationale Vraagstukken" (AIV). Eerder gaf hij als 'Scholar in Residence' strategisch advies op het Ministerie van Buitenlandse Zaken, 2017-2018. Hij was senior wetenschappelijk medewerker in dienst van de Wiardi Beckman Stichting, het wetenschappelijk bureau van de Partij van de Arbeid. Tot 19 augustus 2019 was Cuperus columnist van de Volkskrant. Begin 2020 werd hij columnist voor 'RTLZ'. Tevens schrijft hij een serie bijdragen over 'Duitsland na Merkel' voor Wynia's Week.

## Loopbaan
Cuperus studeerde, na een Gymnasium-bèta opleiding op het Baudartius College in Zutphen, politieke- en cultuurgeschiedenis en culturele antropologie aan de Rijksuniversiteit Groningen en de Universiteit van Lissabon. Hij was medeoprichter en redacteur van literair-cultureel maandblad Verbeeldt en redacteur van het Groningse Historisch Tijdschrift Groniek. Eerder was hij bij de PvdA beleidsadviseur van de partijvoorzitters Felix Rottenberg en Ruud Vreeman. Daarna werkte hij als wetenschappelijk medewerker verbonden aan de Wiardi Beckman Stichting, de denktank voor de Nederlandse sociaaldemocratie. Lange tijd was hij werkzaam als hoofdredacteur van het maandblad Socialisme & Democratie.
Cuperus was als 'partijideoloog' actief, met name in Europees verband. Zo is hij medeoprichter van het forum Scholars for European Social Democracy, een Europees netwerk van centrumlinkse denktanks. Hij maakte deel uit van de Britse denktank Policy Network en was adviseur van het Dr. Karl Renner Institut in Wenen. Tevens is hij lid van de Research Group van de Foundation for European Progressive Studies (FEPS). Cuperus was bij de PvdA onder meer lid van de PvdA-Beginselprogrammacommissie en van de PvdA-Europa-commissie na het Nederlandse 'neen'.
Eerder was hij columnist van VolZin, het tweewekelijks opinieblad voor geloof en samenleving, lid van de redactieraad van Roodkoper, tijdschrift voor politiek, cultuur en religie van De Rode Hoed. Hij is ook bestuurslid/gids in voormalig Kamp Amersfoort.
Op 11 februari 2009 werd bekend dat Cuperus op plaats 5 van de PvdA-kandidatenlijst voor de verkiezingen voor het Europese Parlement stond. Een groep partijleden deed een vergeefse poging om hem naar een gegarandeerd verkiesbare plaats 3 te krijgen.
In de campagne vertegenwoordigde Cuperus het eurokritische deel van de partij. Doordat de PvdA maar drie zetels haalde, werd hij niet gekozen. Op 13 juni verklaarde Wouter Bos tegenover de Volkskrant dat hijzelf op Cuperus had gestemd en niet op lijsttrekker Thijs Berman.
Cuperus schrijft onregelmatig boekrecensies voor Vrij Nederland en blogs op de website van de Social Europe Journal, een aan de London School of Economics verbonden digitaal tijdschrift. Hij leidde, samen met de in Londen gevestigde internationale denktank Policy Network, het zogenaamde Amsterdam Proces, dat beoogt de Europese sociaaldemocratie nieuw leven in te blazen.

## Publicaties
- Atlas van Afgehaakt Nederland. Auteurs: Josse de Voogd & René Cuperus. In opdracht van Ministerie van Binnenlandse Zaken.
- Quo vadis post-Merkel Duitsland? Hoeveel verandert Duitsland van geopolitieke koers met de Ampel (of Jamaica)-coalitie? Clingendael Instituut, oktober 2021
- De Imaginaire Atlas van de Lokale Democratie. Auteurs: Boudewijn Steur, Hella van de Velde, Rene Cuperus, Jean Klare. Democratie in Actie/VNG en BZK, 2020.
- Lokale democratie op zoek naar zichzelf. Burgemeesters en hoofdredacteuren van regionale dagbladen over de conditie van het lokaal bestuur (redactie: Rene Cuperus, Thomas de Jager en Boudewijn Steur, Ministerie van Binnenlandse Zaken/VNG, 2020),
- Over de Grens. De vluchtelingencrisis als reality test, Van Gennep, 2017 (eindredactie met Monika Sie Dhian Ho en Annelies Pilon)
- Het Humeur van Nederland. Waar het om draait in de huidige politiek, Van Gennep Amsterdam, 2014 (gebundelde Volkskrant-columns)
- De Politiek van de Euro. Biografie van een kwetsbare munt, Rene Cuperus, Annelies Pillon en Jan Marinus Wiersman (red.), Van Gennep Amsterdam, 2013
- De wereldburger bestaat niet. Waarom de opstand der elites de samenleving ondermijnt (Bert Bakker, 2009)
- Verloren slag. De PvdA en de verkiezingen van 2006, onder redactie van Frans Becker en Rene Cuperus (Mets en Schilt, 2006)
- The EU - A Global Player?, onder redactie van Rene Cuperus, Karl Duffek & Erich Froeschl (Lit Verlag, 2006)
- The Challenge of Diversity. European Social Democracy facing Migration, Integration & Multiculturalism, onder redactie van Rene Cuperus e.a. (Forum Scholars for European Social Democracy, 2003)
- Multiple Third Ways. European Social Democracy facing the Twin Revolution of Globalisation and the Knowledge Society, onder redactie van Rene Cuperus, Karl Duffek & J. Kandel (Forum Scholars for European Social Democracy, Berlin, 2001)
- Tegendraadse beschouwingen 1992-2004(WBS/S&D, 2005)
- Nederland in 2025. Toekomstverkenningen van een nieuwe generatie, René Cuperus & Menno Hurenkamp (red.), Amsterdam, Wiardi Beckman Stichting, 1994.